# Cuisance
La Cuisance est une rivière française, qui coule dans le département du Jura en Bourgogne-Franche-Comté. C'est un affluent gauche de la Loue, donc un sous-affluent du Doubs dont les eaux rejoignent le Rhône par la Saône.

## Géographie
La Cuisance est une rivière longue de 32,2 km dont les sources sont situées dans le fond de la reculée d'Arbois. 
La première source, la Petite Source de la Cuisance, est située au fond du cirque du Fer à Cheval et donne naissance à la Petite Cuisance qui descend la reculée sur 1,7 km avant de confluer avec la Grande Cuisance dans le village de Les Planches-près-Arbois. Elle est caractérisée par d'importants dépôts de tuf dans la cascade éponyme (cascade des Tufs) et dans le fond du chenal avec les nombreux nassis formant les gours.
La seconde source est la grotte des Planches et donne naissance à la Grande Cuisance qui parcourt près de 750 m vers l'ouest avant de rejoindre la Petite Cuisance,.
La Cuisance prend ensuite la direction du nord-ouest, traverse Arbois en générant plusieurs sauts qui ont permis la création de nombreux barrages puis elle s'assagit et parcourt à faible pente les plaines du nord de la Bresse comtoise, entre dans le Val d'Amour pour finalement confluer avec la Loue sur la commune de Souvans à 204 m d’altitude.

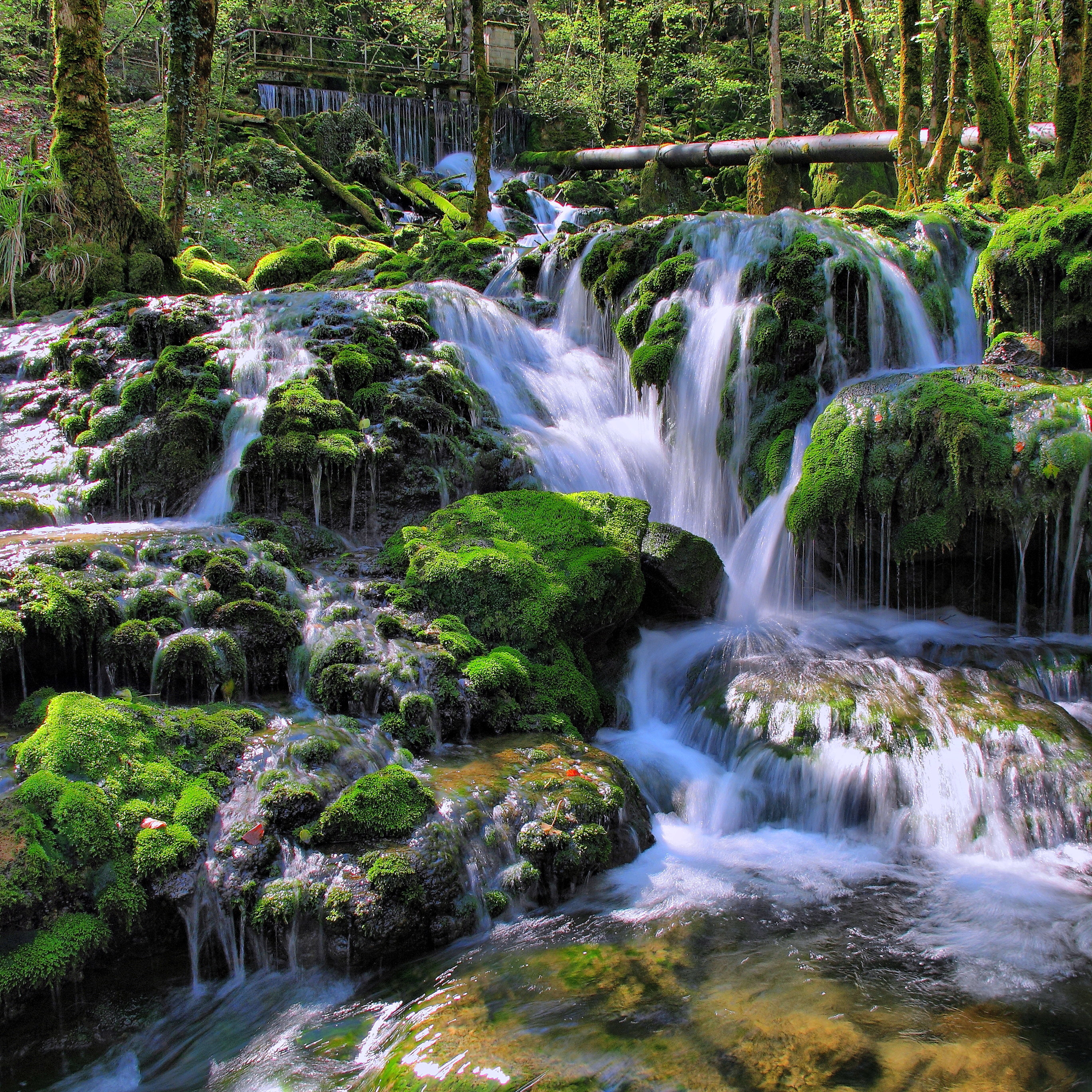
La cascade de la source de la Petite Cuisance.
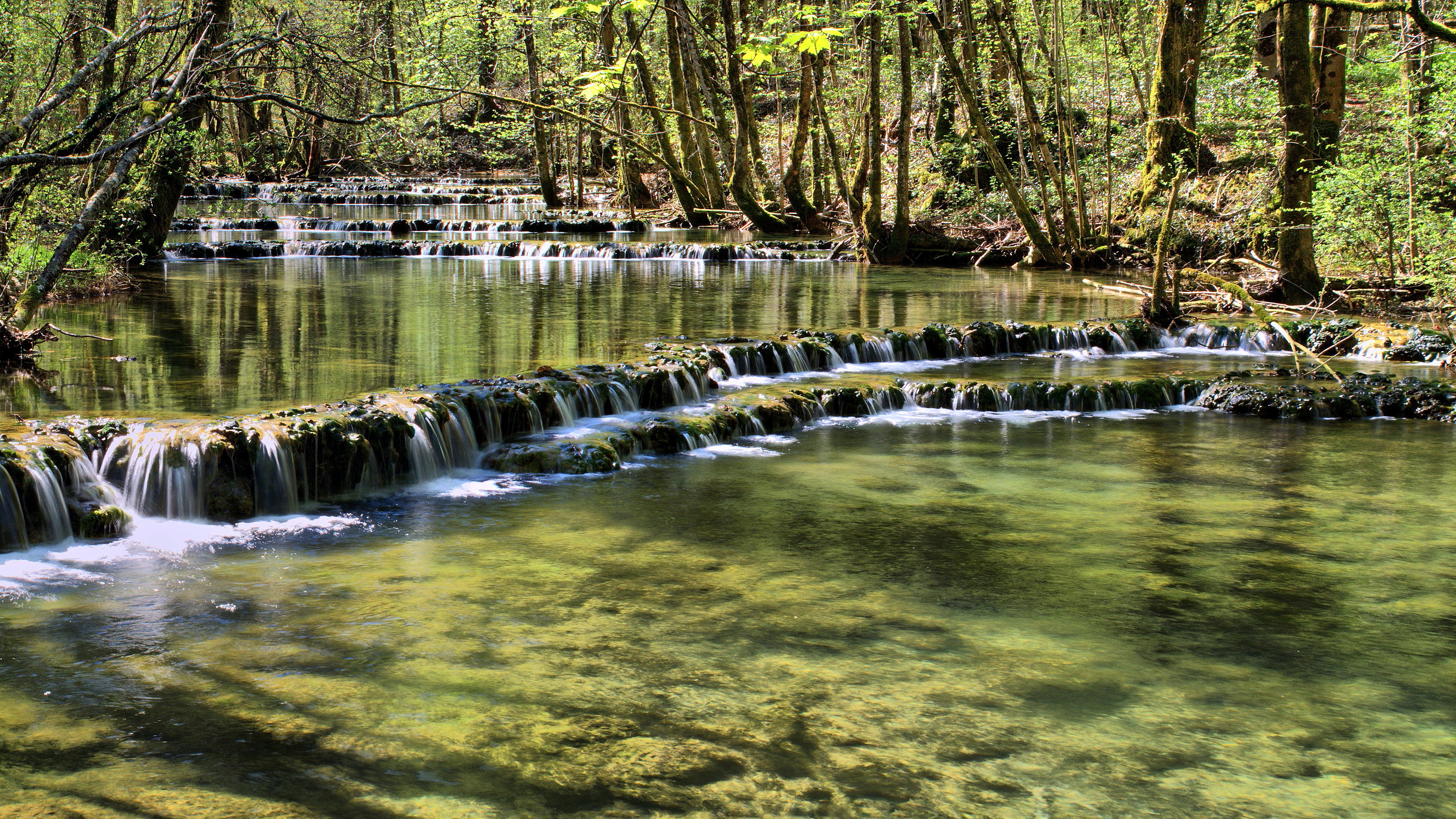
Nassis formant des gours sur la Petite Cuisance.
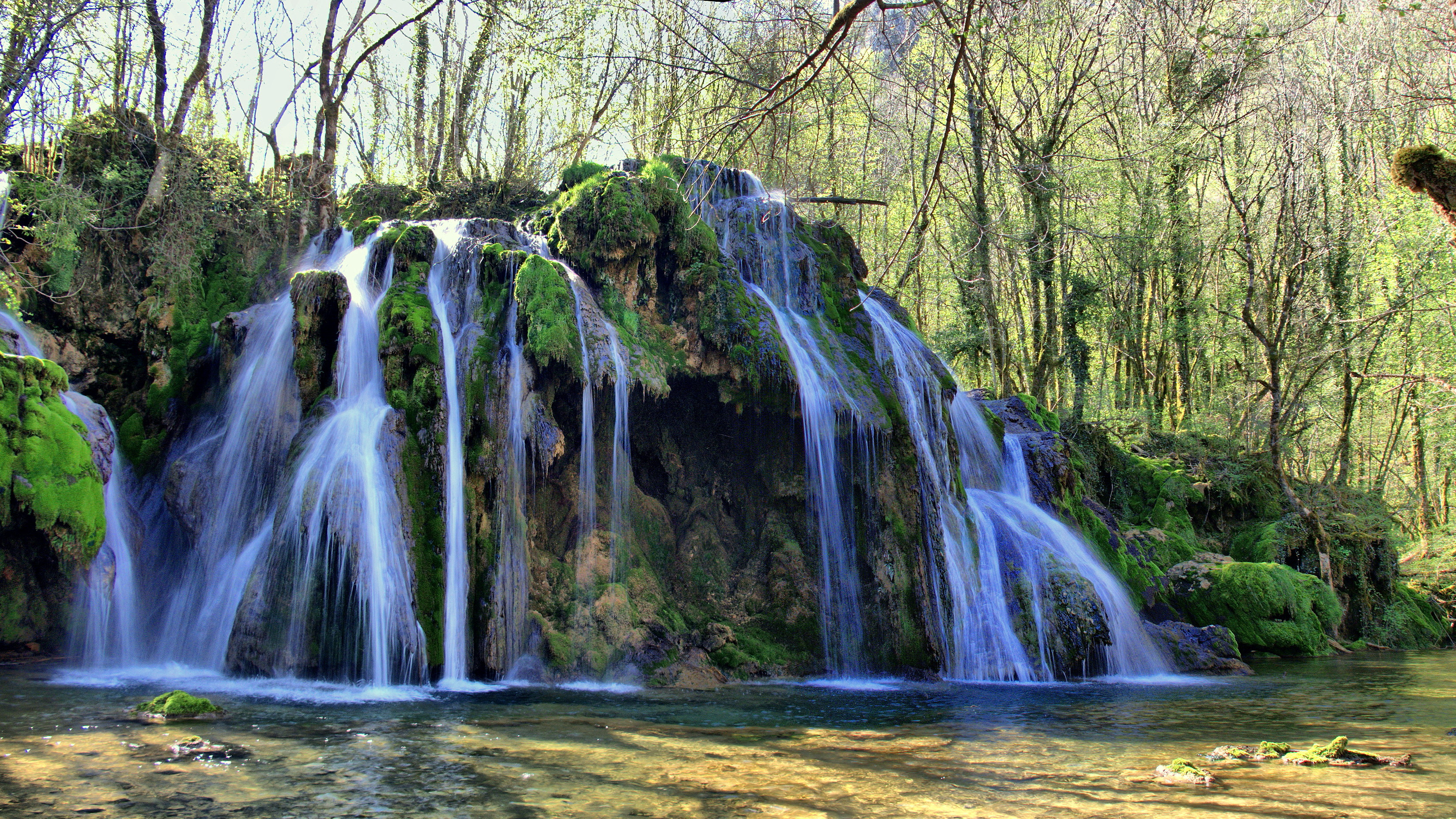
La cascade des Tufs sur la Petite Cuisance.
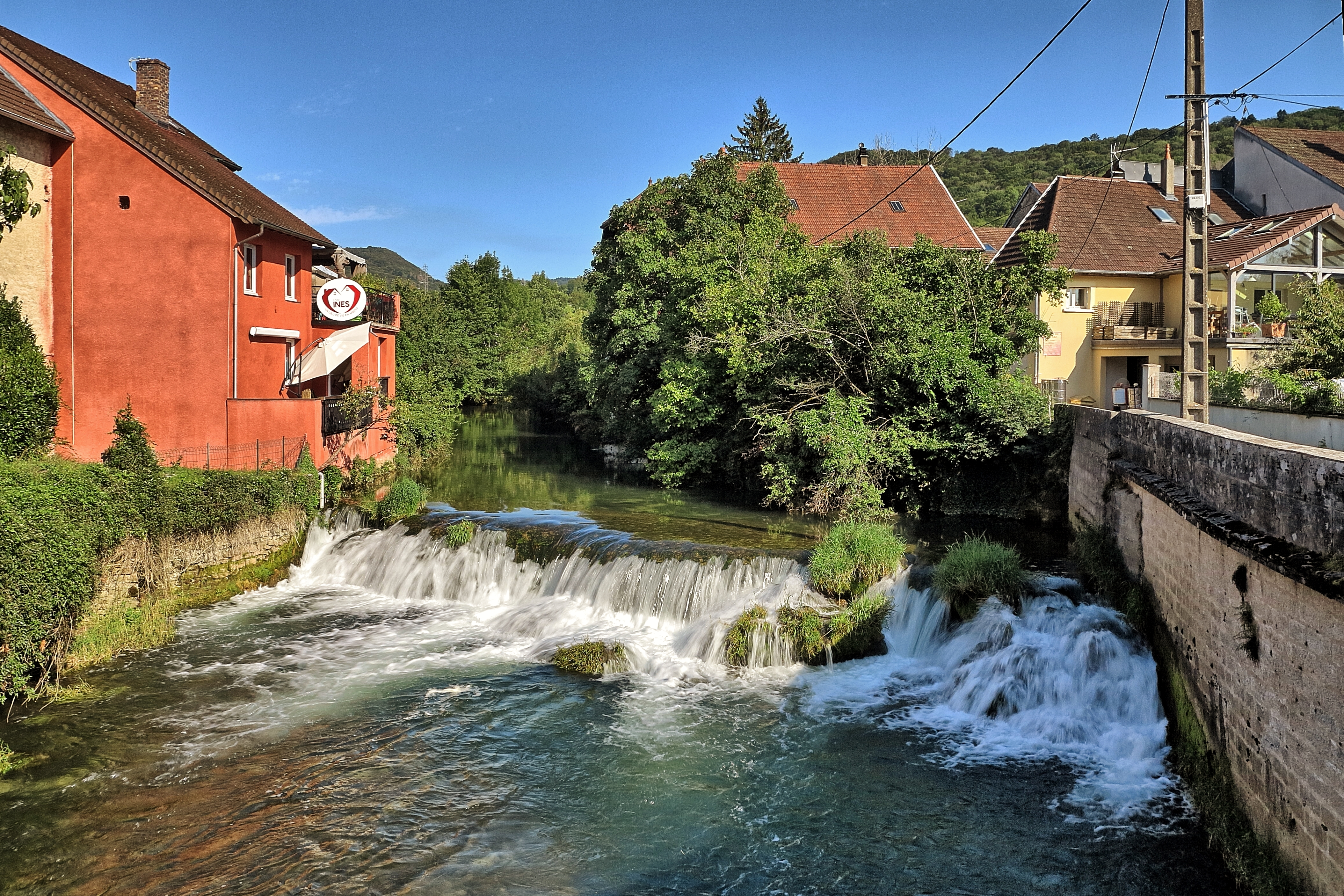
Saut au pont de la rue Necy à Arbois.
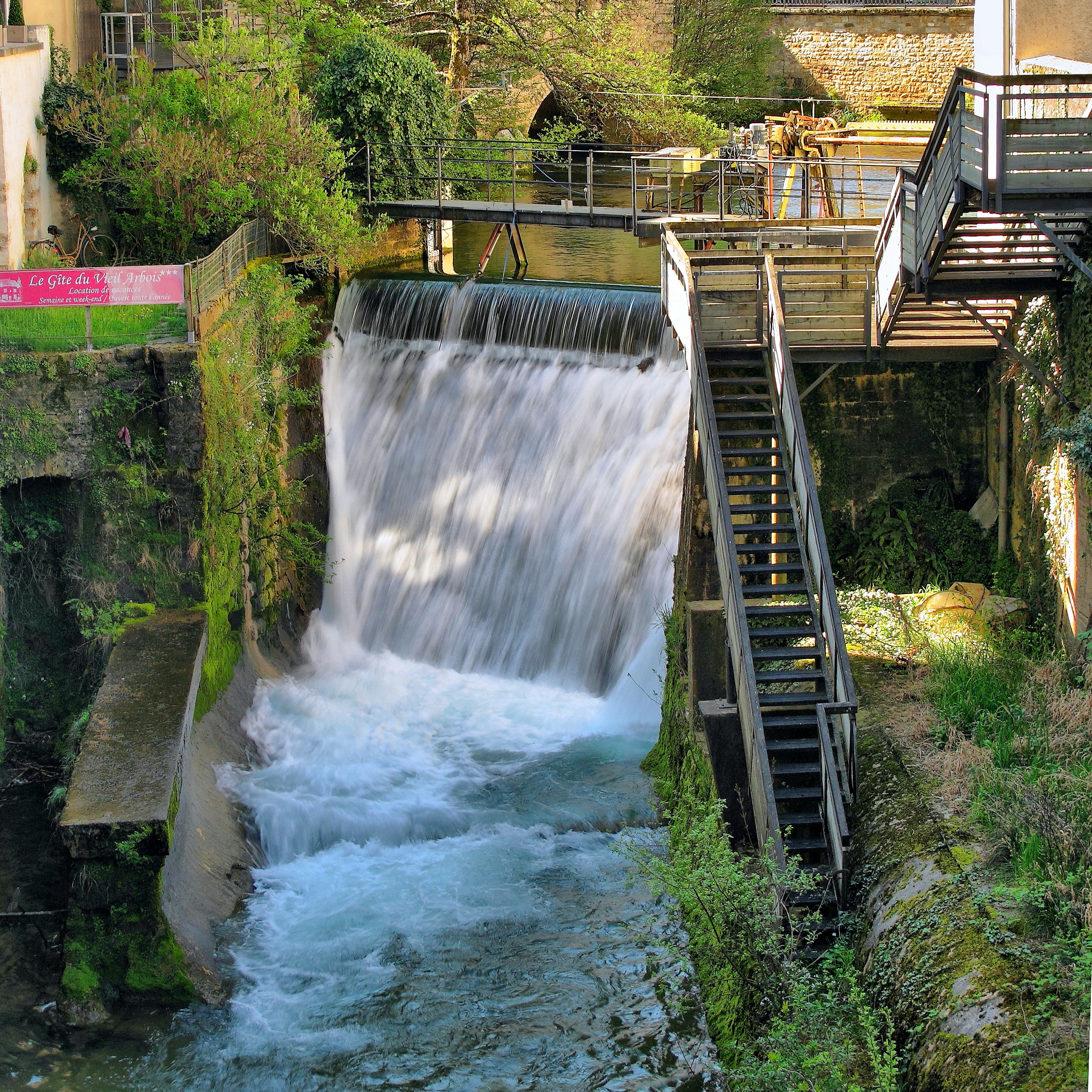
Saut au barrage de la centrale électrique d'Arbois.

### Communes et cantons traversés
Dans le seul département du Jura la Cuisance traverse treize communes, d'amont vers l'aval : 
Les Planches-près-Arbois (sources), Mesnay, Arbois, Villette-lès-Arbois, Vadans, Mathenay, Molamboz, La Ferté, Vaudrey, Mont-sous-Vaudrey, Bans, Augerans, Souvans (se jette dans la Loue).

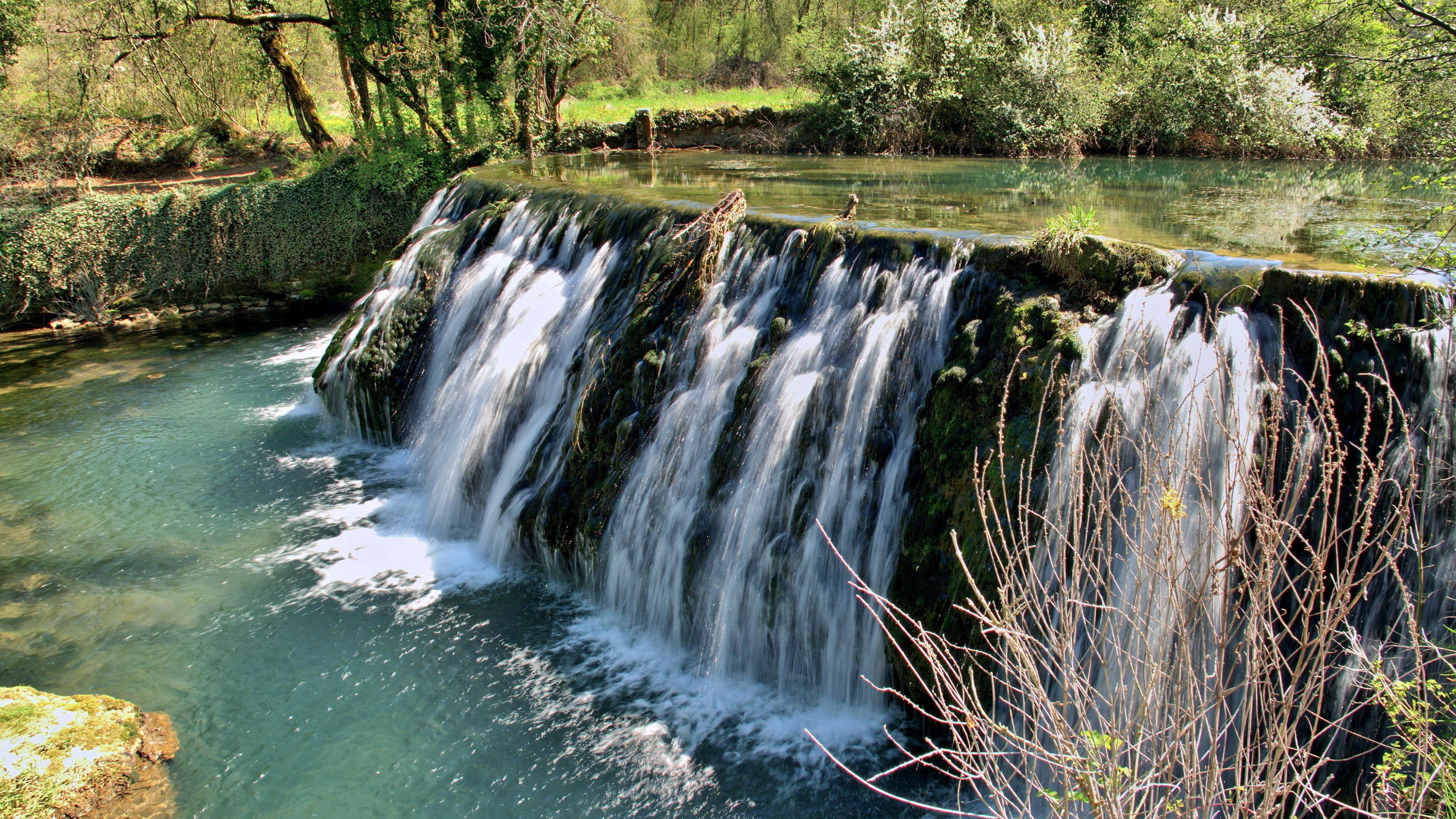
Barrage du Dérochoir à Mesnay.
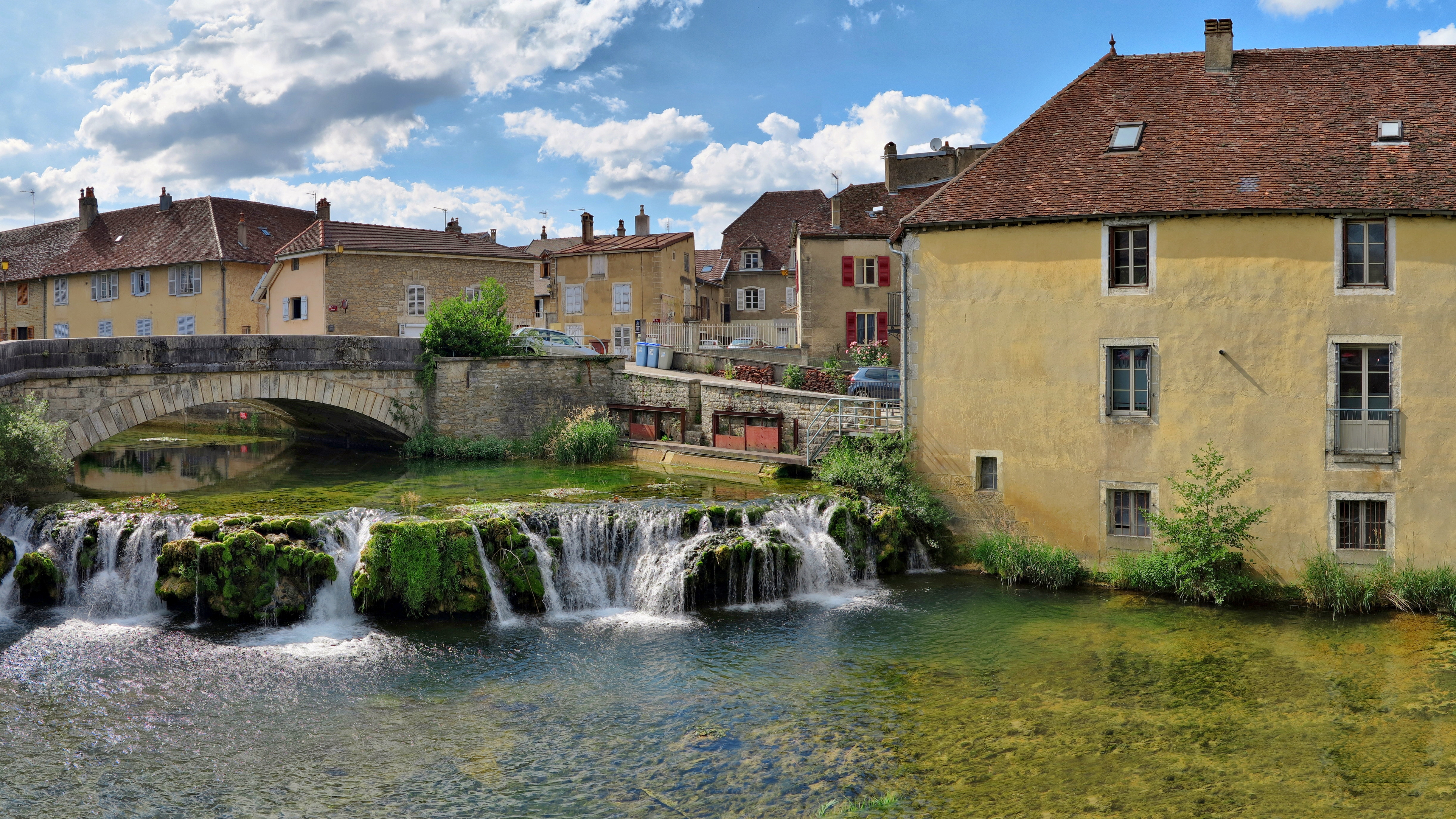
Pont, barrage et moulin Béchet sur la Cuisance, à Arbois.
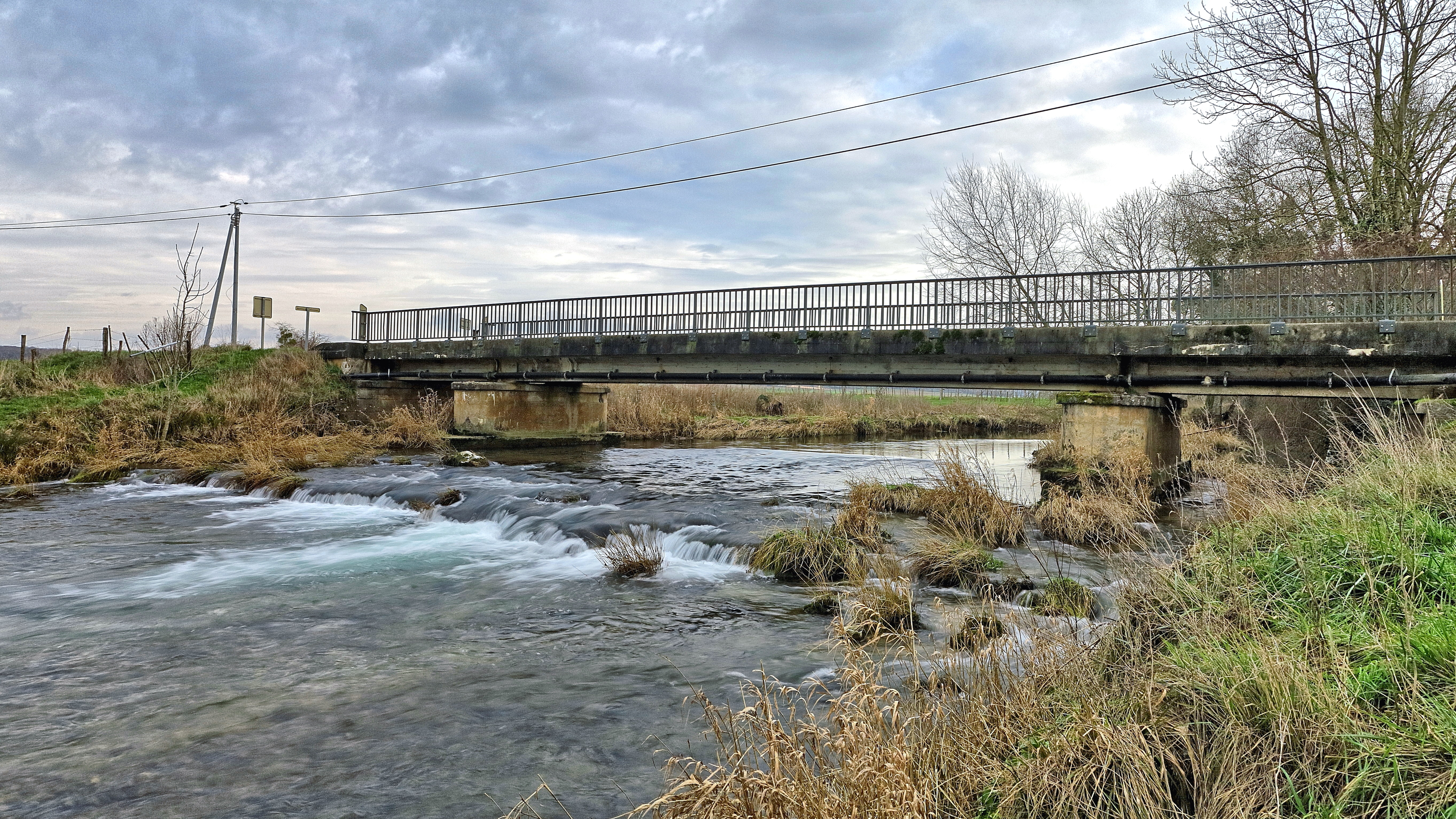
Le pont sur la Cuisance à La Ferté.
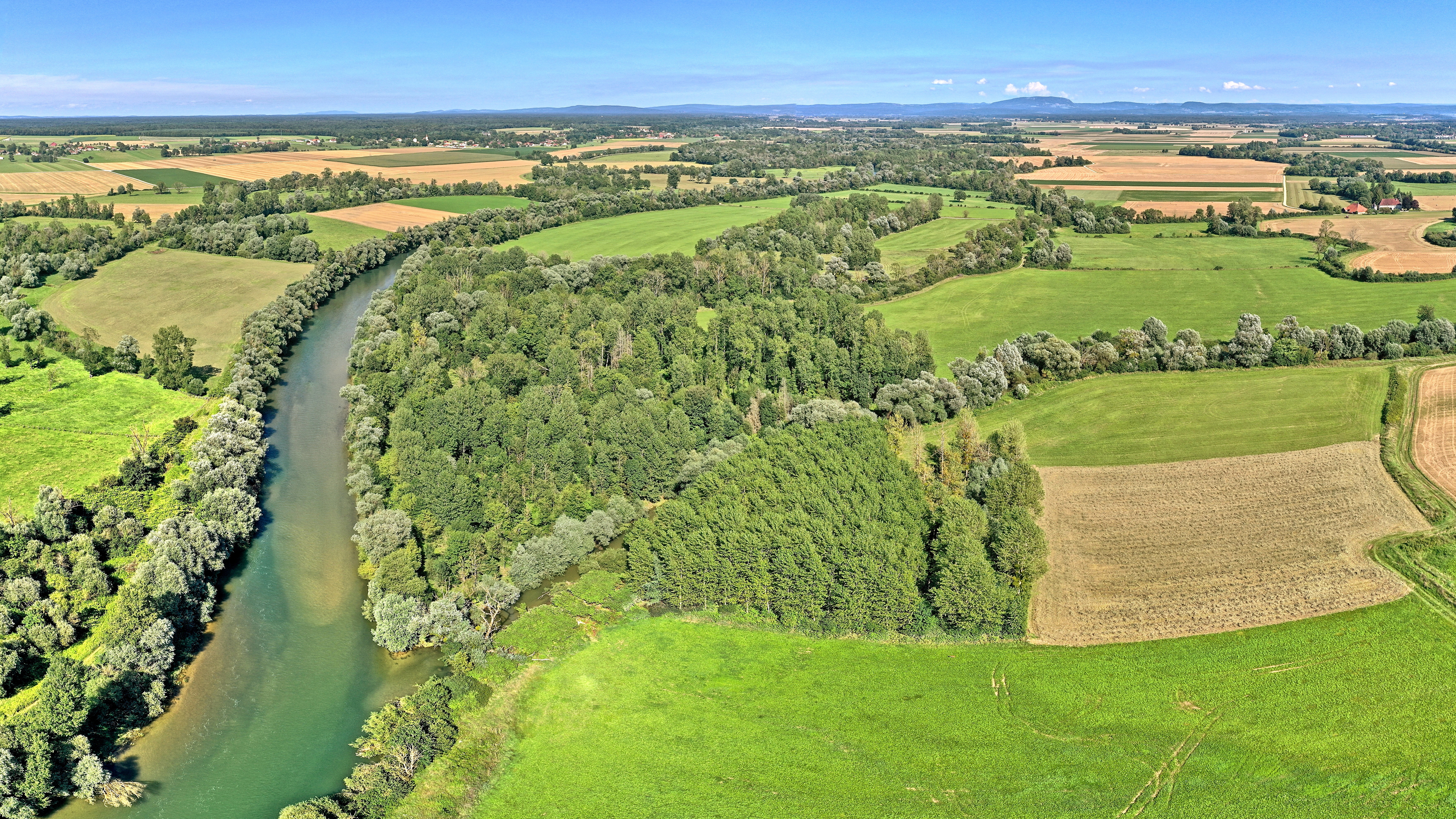
La confluence avec la Loue à Souvans.

### Bassin versant
La Cuisance traverse deux zones hydrographiques : 
- U264 : La Loue de la Larine à la Cuisance
- U265 : La Loue de la Cuisance au Doubs

## Affluents
La Cuisance a onze tronçons affluents référencés; soit d'amont vers l'aval:
- Le ruisseau du Grand Mont (RD)
- Le ruisseau Javel (RD)
- Le ruisseau d'Orgevaux (RG)
- Le Glanon (RG)
- Le ruisseau des Prés Champonnet (RG)
- Le Bief Magnin (RG)
- Le Bief Bouchot (RG)
- La Verine (RG)
- La Vieille Rivière (RD)
- L'Hameçon (RG)
- Le Bief Roselet (RG)

(RD = affluent rive droite, RG = affluent rive gauche)

## Hydrologie
La Cuisance a une station hydrologique à Mesnay et une fermée à Bans.